# Lidská oběť

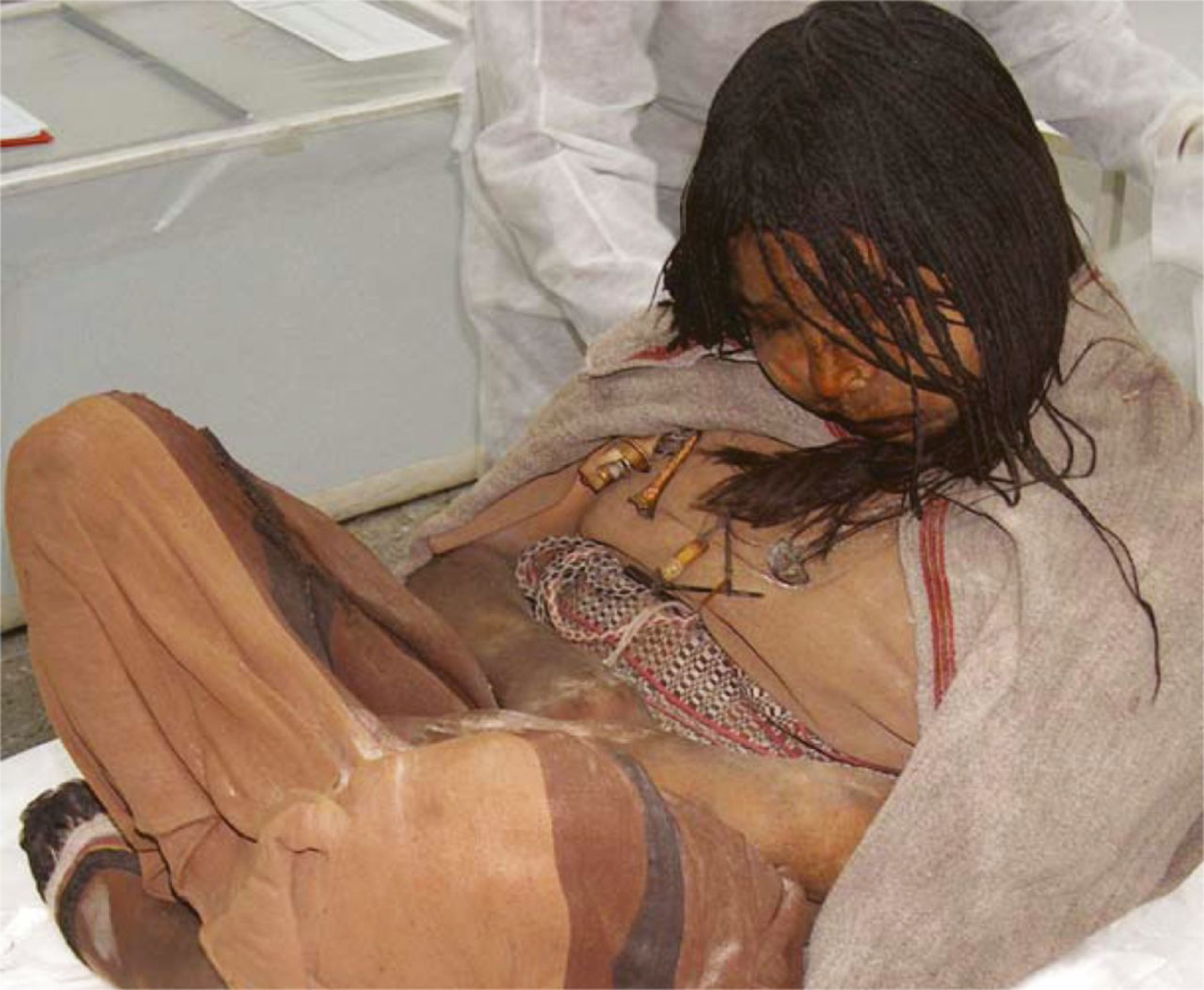
Mumie asi patnáctileté incké dívky, která byla obětována na vrcholku posvátné hory Llullaillaco

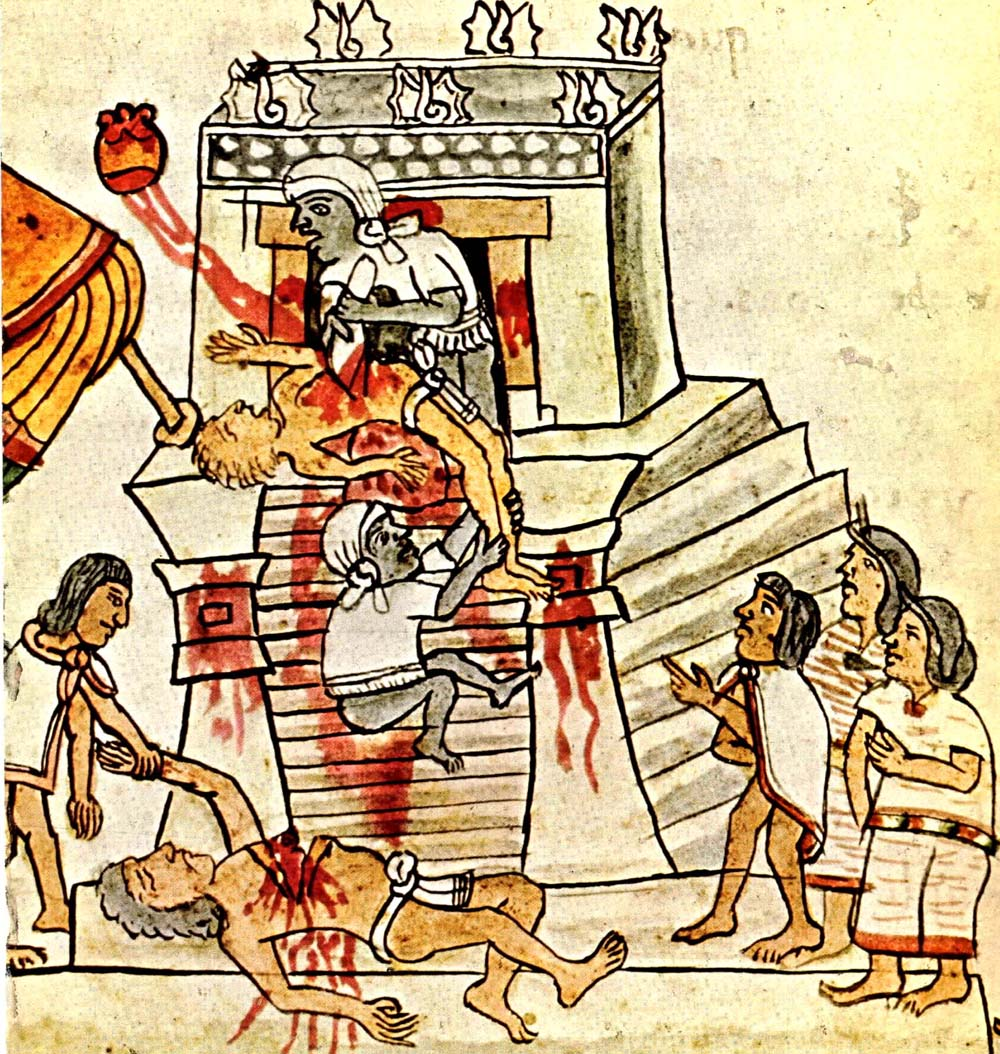
Aztékové prováděli lidské oběti pro boha Huitzilopochtli každý den při východu slunce

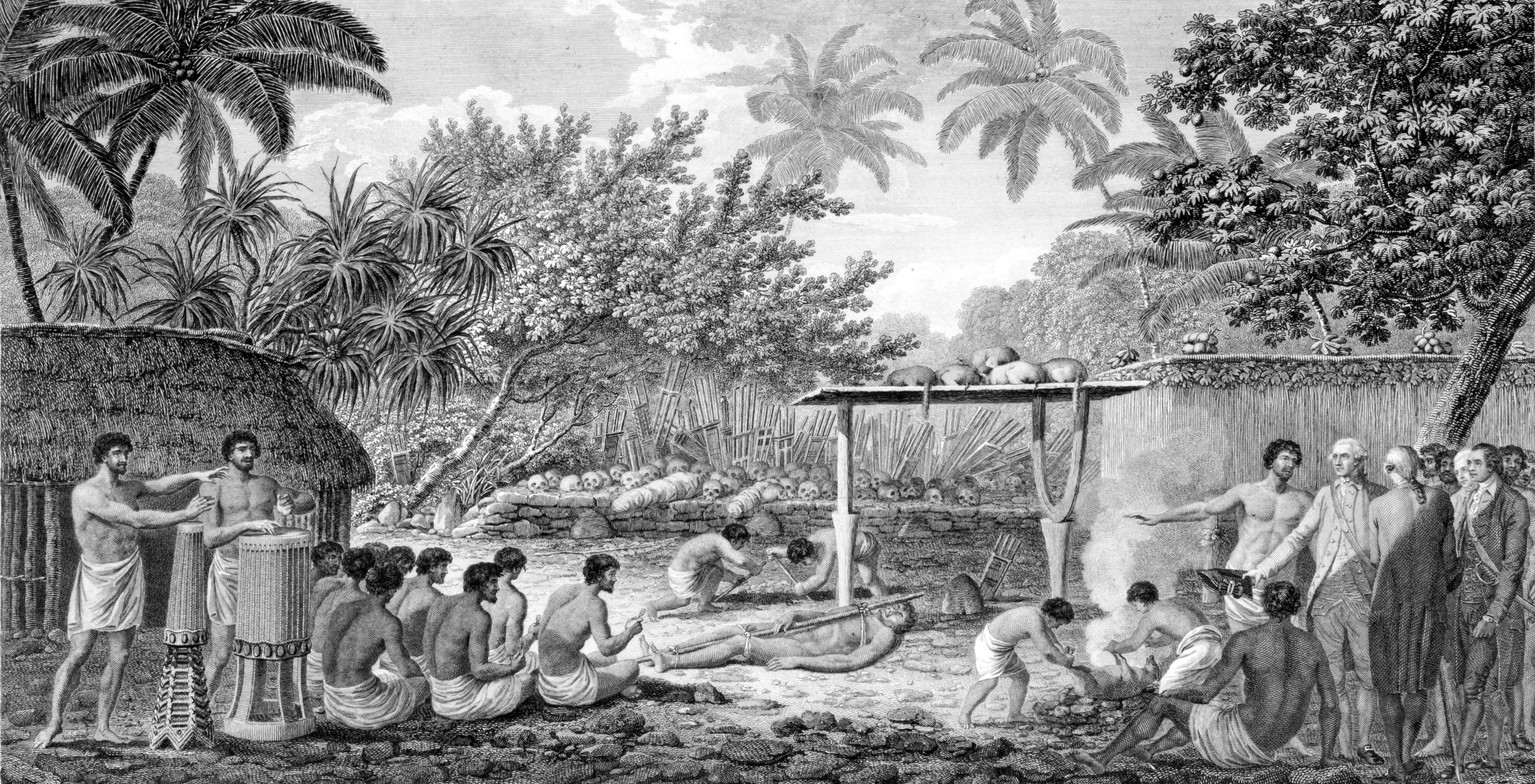
Mořeplavec James Cook byl roku 1773 svědkem lidských obětí na Tahiti

Lidská oběť je rituální obětování člověka bohu či bohům ukončením jeho života. Lidské oběti byly běžné v pravěkých a starověkých společnostech. V moderních civilizovaných společnostech se téměř nevyskytuje, zakazuje je většina náboženství i civilních zákonů, které je klasifikují jako vraždu.

## Historie
Lovci a sběrači byli rovnostářští a nebylo zde prakticky obětí. Ve společnostech více rovnostářských bylo lidských obětí méně než v těch s většími sociálními rozdíly. Později se začíná objevovat hierarchie společnosti a tu pomáhá udržovat zastrašování pomocí lidských obětí. Obětování lidí se začalo praktikovat již v pravěku během doby bronzové a ve starověku. Je známo například u Keltů, Slovanů, Germánů, v starověkém Řecku (z četných odrazů v umění nejznámější je oběť Ífigeneie), v starověkém Římě, u Féničanů, v Severní Americe (Mississippská kultura), v Mezoamerice (např. Aztékové, Mayové), v Andách, v Africe, v Indii, v Číně a v mnoha jiných kulturách (raný Egypt, Mezopotámie či Babylónie).

### Starý zákon
Lidské oběti sice znají určité vrstvy Starého zákona: Abrahám obětující svého syna Izáka, v tomto vyprávění ovšem nakonec k obětování nedošlo; Jiftách a jeho dcera. Obětování lidí Hospodinu resp. bohům, které uctívaly národy v sousedství Izraele, je však ve Starém zákoně přísně zakázáno.

### Nový zákon a legendy
Ukřižování Ježíše Krista, jeho učedníků a vyznavačů, popsané v evangeliích, martyrologiích a legendách, reprezentuje velkou skupinu křesťanů, obětovaných pro víru. 

### Antisemitská legenda
Ve středověké Evropě pod vlivem antisemitismu vznikla smyšlená pověst, že Židé provádějí rituální vraždy křesťanů, původně ukřižovaním dětí, že prý potřebují jejich krev, např. do macesů. Tato pověst pravděpodobně souvisí s vykrvováním zvířat při rituální židovské porážce zvířat. To se však provádí proto, protože konzumace krve je přísně zakázána a v judaismu se oběti (zvířecí) nepřinášejí od zániku jeruzalémského chrámu. Myšlenka konzumace lidské krve nebo její přidávání do svátečních nekvašených chlebů tedy naprosto odporuje židovské náboženské praxi.
Legendy o rituálních vraždách, spolu s legendami o otrávených studnách a zneuctění hostie, bývaly záminkou k pogromům, organizovaným až do 20. století. Nejstarší doložená legenda vznikla v Norwichi po nalezení dvanáctiletého chlapce zabitého nožem v roce 1144. Tomáš z Monmouthu o tom sepsal legendu o svatém Vilémovi z Norwiche a při pogromu roku 1190 byli téměř všichni tamní Židé zabiti. Podobný je případ malého svatého Huga z Lincolnu z roku 1155. Legenda se rozšířila i na kontinent, doložena např. 1171 v Blois a 1179 v Pontoise, 1235 ve Fuldě, 1270 ve Weissenburgu nebo v 1287 v Bacharachu případ šestnáctiletého „dobráka Wernera“. Legenda se znovu objevuje v průběhu doby až do dnešních dnů, v Čechách je to případ zavražděné Anežky Hrůzové roku 1899, které vedlo k aféře zvané hilsneriáda.

## Novověk
S rostoucí vyspělostí společnosti a životní úrovně jedinců během novověku lidských obětí ubývá. Opačnými příklady rasově motivovaných lidských obětí byla domnělá židovská rituální vražda křesťanských dětí (například Anderl von Rinn, Matějček z Kadaně), a na opačné straně holokaust, nacistický systém hromadného vyvražďování obyvatelstva z rasových důvodů v době druhé světové války. Je to dosud trvající genocida národnostních menšin v některých státech světa (například Kurdů).